# Northrop Frye
Northrop Frye (ur. 14 lipca 1912 w Sherbrooke, zm. 23 stycznia 1991 w Toronto) – kanadyjski eseista i krytyk literacki.

## Życiorys
Studiował filozofię i teologię na Uniwersytecie w Toronto, w 1936 został wyświęcony na pastora Zjednoczonego Kościoła Kanady, otrzymał też stypendium na pracę podyplomową w Merton College w Oxfordzie. Po powrocie do Kanady w 1939 nauczał w Victoria College Uniwersytetu w Toronto, od 1952 kierował wydziałem angielskim w tym college'u, 1959-1967 był dyrektorem, a 1978-1991 głównym sekretarzem college'u. W stworzonej przez siebie koncepcji określał literaturę jako "zbiór" powtarzających się mitów i archetypów; koncepcja ta wyznaczyła nowy kierunek XX-wiecznej krytyce literackiej. Napisał wiele tomów rozpraw, esejów i wykładów. W 1947 opublikował pracę Fearful Symmetry: A Study of William Blake – studia nad twórczością Williama Blake'a. Inne ważniejsze jego prace to Anatomy of Criticism (1957), Fables of Identity (1963), Studies in Poetic Mythology (1963), The Educated Imagination (1963), The Well-Tempered Critic (1963), The Secular Scripture: A Study of the Structure of Romance (1976), Northrop Frye on Shakespeare (1986) i Words with Power (1990). Zajmował się m.in. twórczością T.S. Eliota, Johna Miltona, komediami i tragediami Szekspira i studiami nad strukturą i opowieściami z Biblii.